# Cor van Dis jr.
Cornelis Nicolas (Cor) van Dis jr. (Huis ter Heide, 22 maart 1923 – Den Haag, 9 april 1994) was een Nederlands politicus. Namens de Staatkundig Gereformeerde Partij was hij van 1971 tot zijn overlijden in 1994 lid van de Tweede Kamer der Staten-Generaal.

## Carrière
Van Dis jr. werkte van 1946 tot 1951 bij het ministerie van Financiën en van 1951 tot 1971 bij de rijksaccountantsdienst te Rotterdam. Hij werd bij de Tweede Kamerverkiezingen 1971 in het parlement gekozen. Opmerkelijk hierbij is dat hij binnen zijn fractie de opvolger werd van zijn vader Cor van Dis sr., die naar de Eerste Kamer vertrok. Voordat Van Dis in de Kamer kwam, was hij lange tijd ambtenaar bij de Rijksaccountantsdienst en gemeenteraadslid in Rotterdam. In de Tweede Kamer was hij namens de SGP woordvoerder financiën, economische zaken, defensie en buitenlandse zaken. Ook maakte hij deel uit van de parlementaire enquêtecommissies over de RSV en naar de uitvoering sociale verzekeringen.
In 1986 werd Van Dis gepasseerd voor het lijsttrekkerschap van zijn partij, dat naar de jongere Bas van der Vlies ging. Hij was plaatsvervangend lid van het Presidium, en nam in die hoedanigheid diverse keren het voorzitterschap van de Kamer waar.

## Persoonlijk
Cor van Dis jr. was gehuwd en had zeven kinderen. Hij behoorde tot de Christelijke Gereformeerde Kerken.

## Onderscheidingen
- Ridder in de Orde van de Nederlandse Leeuw (29 april 1983)
- Commandeur in de Orde van Oranje-Nassau (9 april 1994)

- Biografisch Portaal: 86995458
- Parlement.com: vg09llea6rzv